# Nya harmoniseringsmetoden
Den nya harmoniseringsmetoden, formellt nya metoden för teknisk harmonisering och standarder, är en metod som introducerades 1985 för att säkerställa att varor på den inre marknaden inom Europeiska unionen uppfyller lagstadgade produktkrav, utan alltför omfattande byråkrati. Metoden går ut på att endast grundläggande produktkrav fastställs genom direktiv, medan varje producent själv ansvarar för att säkerställa att dessa krav uppfylls. Som regel självcertifierar producenten sina produkter genom CE-märkning. Endast för vissa specifika produkttyper, där till exempel vissa säkerhetskrav är centrala, krävs kontroll av tredje part för att verifiera att produktkraven uppfyller alla lagkrav.
Den nya harmoniseringsmetoden står i bjärt kontrast mot det tidigare tillvägagångssättet för att harmonisera produktbestämmelser inom Europeiska gemenskaperna. Då fastställdes detaljerade och långtgående produktbestämmelser för vissa specifika varutyper. Den nya metoden var en viktig komponent, tillsammans med införandet av kvalificerad majoritet för harmoniseringsåtgärder genom europeiska enhetsakten, i fulländandet av den inre marknaden den 1 januari 1993.